# Yúliya Garáyeva
Yúliya Ravílievna Garáyeva –en ruso, Юлия Равильевна Гараева– (Moscú, 27 de julio de 1968) es una deportista rusa que compitió para la Unión Soviética en esgrima, especialista en la modalidad de espada.
Participó en los Juegos Olímpicos de Atlanta 1996, obteniendo una medalla de bronce en la prueba por equipos (junto con Karina Aznavurian y Mariya Mazina). Ganó una medalla de bronce en el Campeonato Mundial de Esgrima de 1991, también por equipos.

## Palmarés internacional
| Representando a la URSS |                          |                   |                    |
| Campeonato Mundial      |                          |                   |                    |
| Año                     | Lugar                    | Medalla           | Prueba             |
| 1991                    | Budapest (Hungría)       | Medalla de bronce | Espada por equipos |
| Representando a Rusia   |                          |                   |                    |
| Juegos Olímpicos        |                          |                   |                    |
| Año                     | Lugar                    | Medalla           | Prueba             |
| 1996                    | Atlanta (Estados Unidos) | Medalla de bronce | Espada por equipos |